# رشته‌کوه فینیستر
رشته‌کوه فینیستر (انگلیسی: Finisterre Range) یک رشته‌کوه در شمال شرقی پاپوآ گینه نو است.